# Aérodrome de La Baule-Escoublac
L’aérodrome de La Baule-Escoublac ou aéroport de La Baule-Côte d'Amour (code IATA : LBY • code OACI : LFRE) est un aérodrome ouvert à la circulation aérienne publique (CAP), situé à 3 km à l’est du centre-ville de La Baule-Escoublac dans l'ouest du département français de la  Loire-Atlantique.
Il dispose d'une  piste bitumée longue de 950 mètres.
Créé en 1917, à des fins militaires, l'aéroport a une gestion tripartite de 1933 à 2023 entre les communes de La Baule-Escoublac, Pornichet et le Pouliguen avant de n'être géré que par la seule commune de La Baule.
Il est utilisé pour la pratique d’activités de loisirs et de tourisme (aviation légère et hélicoptère). 

## Histoire

### Première guerre mondiale
La création officielle du terrain d'aviation d'Escoublac date du printemps 1917, en pleine Première Guerre mondiale.
Les avions militaires qui y étaient basés étaient destinés à surveiller et protéger les côtes alentour et les convois maritimes alliés durant la Première Guerre mondiale. Des troupes américaines stationnent sur le site pendant la même période.
À la fin de la guerre, l'industrie aéronautique prend son essor dans la région et Escoublac devient un terrain d'essai.
Le 8 mars 1918, les PTT décident de créer la première liaison postale régulière par avion dans le but de desservir la tête de pont des troupes américaines stationnées à Saint-Nazaire et ses environs. La reconnaissance du parcours Le Bourget-Le Mans-Escoublac est réalisée le 14 août 1918 et le retour Escoublac-Le Mans-Le Bourget le lendemain avec deux biplans Letord 4-A8 (bimoteurs de 220 ch et 35 mètres d'envergure). Le premier vol officiel intervient le 17 août 1918. Les vols sont assurés à partir du 8 décembre 1918 en Breguet XIV, un avion plus puissant et fiable. La liaison est réalisée 158 fois entre le 17 août 1918 et le 10 janvier 1919. Elle est interrompue à la suite du départ des soldats américains.

### L'après guerre
Dans les années 1930, l'aérodrome était un aérodrome privé de la Société des Ateliers et Chantiers de la Loire et non ouvert au public avec une piste de 600 mètres sur 350 mètres.
Le 5 août 1935, la ligne postale de nuit Paris Le Bourget-Le Mans-Angers-Nantes assurée par  la compagnie Air Bleu  est officiellement prolongée jusqu'à La Baule (après son vol d'essai le 29 juillet). L'appareil utilisé est un avion à hélice Simoun dont la vitesse de croisière est de 250 km/h. La ligne est renouvelée le 1er juillet 1936 (services temporaires d'été).
Dans les années 1930, des lignes commerciales sont créées, notamment durant la saison 1934, une ligne Paris - La Baule via Le Mans, Angers, Nantes par Air-Tourisme en Caudron - Renault Rapides ou en 1938 vers Paris - Le Bourget par Air France. Elles prennent définitivement fin dans les années 1960, lorsque la longueur des pistes devient insuffisante pour les besoins des aéronefs de l'époque. Le trafic commercial vers Paris ou Londres est alors exploité au départ de l'aéroport de Saint-Nazaire (1957) mais toujours sous l'appellation de la ligne Paris-La Baule, l'agence Air France restant toujours implantée au casino de La Baule.
Le 7 avril 1933, l'aérodrome est confié en gestion tripartite entre les communes de La Baule-Escoublac, Pornichet et le Pouliguen. En août 1934, l'idée d'un aéroport civil se dégage.
Le 1er août 1935, le Latécoère 25/3R n° 707 immatriculé F-AIUM (ancien stock d'Air France) de la Compagnie nantaise de navigation aérienne (CNNA) décolle de l'aérodrome de La Baule-Escoublac, à défaut de la piste retenue à La Turballe, à 11h09 vers Le Bourget (arrivée vers 15h00) avec 20 000 sardines fraiches venant des usines de la Turballe et du Croisic. C’est la première fois que l’on utilise l’avion pour transporter des denrées alimentaires. Chaque nuit à la saison de pêche sardinière, le pilote de l’aéroplane suit la voie ferrée Nantes - Paris, aidé dans sa progression par les châteaux d’eau d’alimentation des locomotives à vapeur. Commence une aventure baptisée "Les sardines volantes" amenant à la création d'autres lignes "Sardines" comme La Baule-Limoges ou Rennes, Tours, Poitiers, Angers, Vichy, Lyon, Le Mans.

### La seconde guerre mondiale
Pendant la Seconde Guerre mondiale, l’aérodrome est réquisitionné par les Allemands. Il ne sera libéré qu'après la reddition de la poche de Saint-Nazaire le 11 mai 1945, 3 jours après la capitulation du IIIe Reich. 
Le général De Gaulle, alors président du gouvernement provisoire de la république, s'y pose le 23 juillet 1945 pour une visite officielle de Saint-Nazaire en ruine.

### Deuxième après guerre
Entre le 4 juillet et 15 septembre 1950, la ligne Paris-La Baule-Dinard est particulière car elle se fait en avion jusqu'à Dinard puis en bus jusqu'aux hôtels des passagers à La Baule. Le retour est identique vers Dinard mais avec un départ de la gare routière Drouin.
Entre le 15 avril 1953 et le 30 septembre 1953, c'est Jersey Airlines qui assure la ligne La Baule-Jersey.
Entre le 18 juin 1955 et le 18 septembre 1955, Air France exploite la ligne Paris/Orly-La Baule/Escoublac en DC-3, départ d'Orly à 08h10 pour une arrivée à Escoublac à 9 h 55 (vol AF 1112). Départ le soir en sens inverse (vol AF 1113) du DC-3 à 18 h 5 qui arrive à Orly à 19 h 50.
Air Ouest (créée en 1955) a assuré un service régulier entre Nantes, La Baule, Belle-Ile et Quiberon, en utilisant une flotte de trois De Havilland DH.89 Dragon Rapide. Le service a cessé en 1960.

### Aujourd'hui
Dans les années 2010, l'aérodrome voit passer entre 20 000 et 22 000 aéronefs par an. 40 % du trafic concerne ce qu'on appelle le "trafic extérieur", résidents secondaires ou touristes qui utilisent avion de tourisme, avion d'affaires, bimoteur à hélice, à biréacteur ou hélicoptère.
L'aérodrome est affilié à l'UAF (Union des aéroports français)et son directeur est en place depuis avril 1983, Mr Pascal Pauly.
L'aérodrome fête ses 100 ans à l'été 2017 par des expositions, animations, conférences, dédicaces, reconstitution.
Airtelis, société de travaux héliportés de RTE (Réseau de transport d'électricité, filiale d'EDF responsable du réseau haute et moyenne tension), qui a pour charge la surveillance et travaux sur le réseau électrique aérien à haute et très haute tension français, a une de ses 6 bases secondaires sur l'aérodrome ,.
La compagnie aérienne Océan Aviation a élu domicile sur l'aéroport depuis 2020. Elle dispose de deux jets Cessna Citation, un Cessna 550 Citation Bravo (immatriculation M-YAVA) et un Cessna 560 Citation Ultra(immatriculation M-MEVA). Cette compagnie d'aviation d'affaires appartient et est dirigée par Franck Chatellier, Commandant de bord sur Citation et ancien dirigeant d'Eagle Aviation France et Océan Airways.
En juillet 2022, un hélicoptère Airbus H145 (immatriculé D-HTMM) de la compagnie Allemande "Helicopter Travel Munich" (HTM) s'est basé sur l'aérodrome afin d'assurer pour le compte de General Electric le transfert des personnels sur le Parc éolien en mer de Saint-Nazaire (80 éoliennes),.
Pascal Pauly a dirigé l’aérodrome pendant 40 ans, d'août 1983 jusqu'a sa retraite. Il a été remplacé le 3 octobre 2023 par Valérie Rousseaud qui a travaillé précedemment à l’aéroport de Vannes en tant qu’agente qualifiée Afis puis quatre ans à l’aérodrome de Quiberon en tant que responsable d’exploitation.
En novembre 2023, après quatre-vingt-dix années de gestion à trois communes (La Baule-Le Pouliguen et Pornichet), La Baule (16 000 habitants en 2022) prend seule à sa charge la gestion de l’aérodrome. Les élus des communes du Pouliguen (4 000 habitants en 2022) et de Pornichet (12 000 habitants en 2022) ne ressentaient plus l’utilité de poursuivre une cogestion alors qu’ils ne se sentaient pas concernés par cet outil aéroportuaire depuis de nombreuses années. Le budget annuel est de 250 000 euros que prend alors en charge à 100 % la municipalité de la Baule contre 64,5 % auparavant. Le patrimoine aéroportuaire est estimé à 3 millions d'euros.

## Installations
L’aérodrome dispose d’une piste bitumée orientée est-ouest (11/29), longue de 950 mètres et large de 25 mètres.
Il n’est pas contrôlé mais dispose d’un service d’information de vol (AFIS) seulement l'été. Les communications s’effectuent sur la fréquence de 121,400 MHz en auto information.
S’y ajoutent :
- une aire de stationnement pour voitures de 100 places ;
- une aérogare ;
- un bar et restaurant[32];
- des hangars privés ;
- une station d’avitaillement en carburant (100LL et Jet A1)[Note 1].

La plateforme a subi une rénovation complète du parking avion en octobre 2016.
Son emprise fait 70 hectares.
L'aérodrome est sensible au bruit les tours de piste sont interdits de 12:00 à 15:00 et après 19:00 (heure locale).

## Activités
- Aviation d'affaires et de tourisme
- Base pour hélicoptères de service (RTE, base éolienne en mer...)
- Aéro-club de la Côte-d’Amour
- Parachutisme (seulement l'été)
- ULM

## Galerie

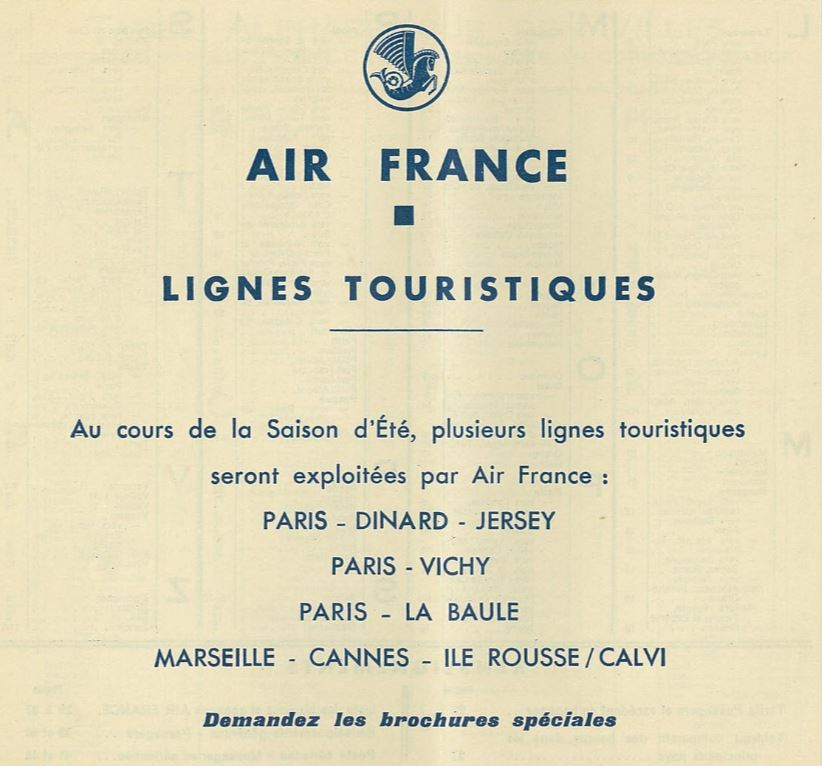
Publicité ligne Paris-La Baule par AIR FRANCE (1939)
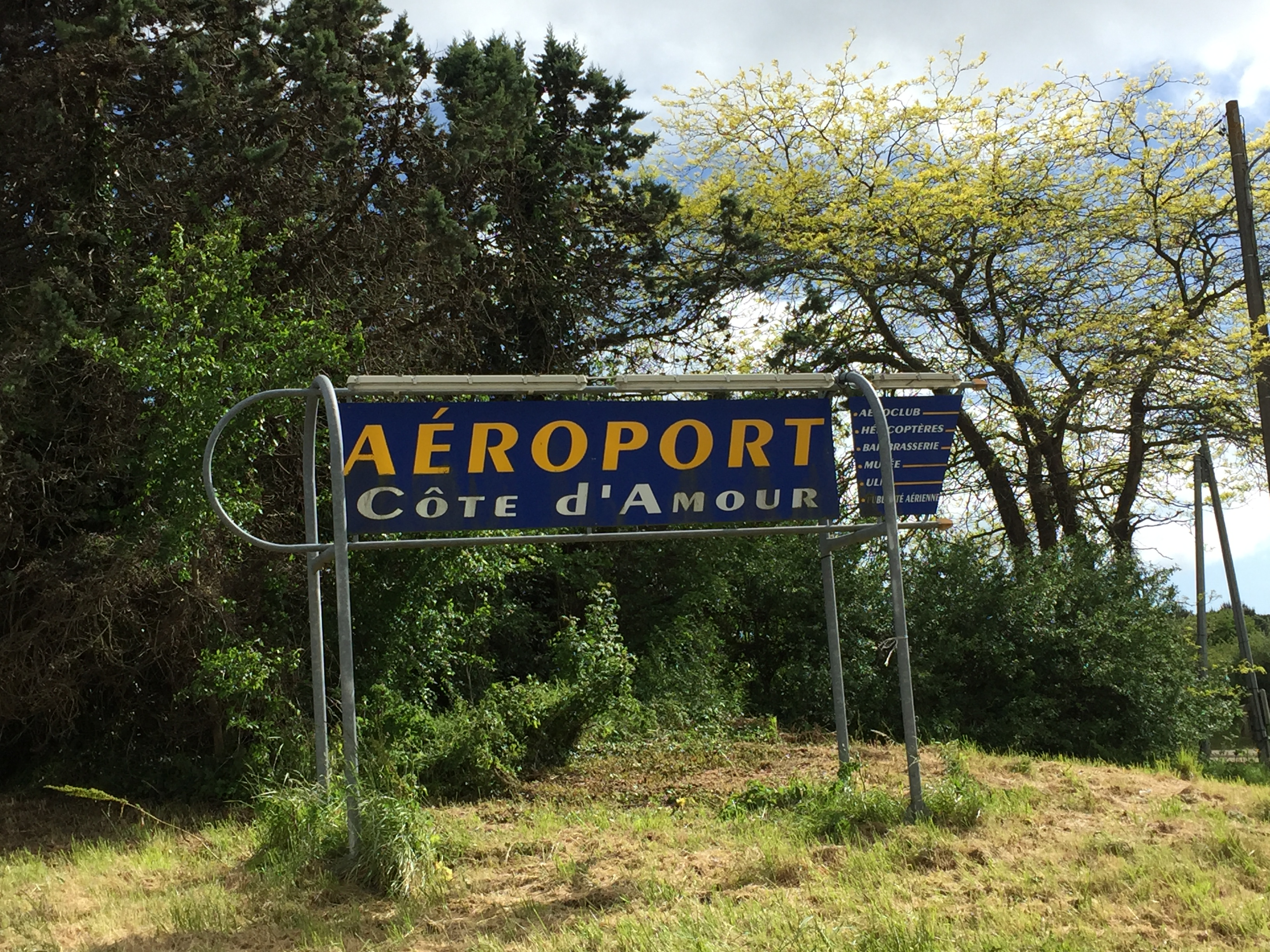
Entrée de l'aérodrome de La Baule Côte d'Amour
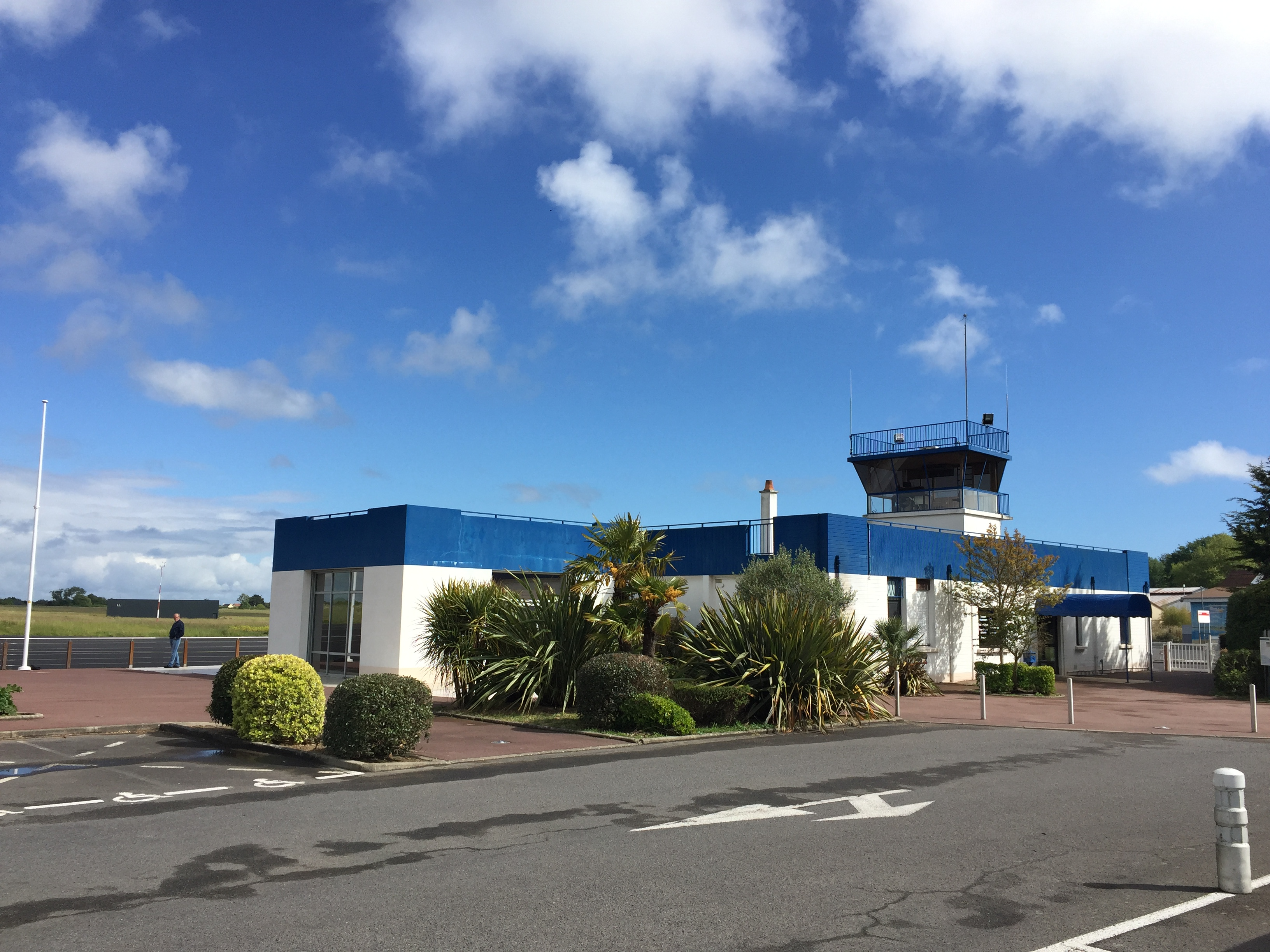
Club House et la tour de contrôle de l'aérodrome de La Baule (mai 2017)
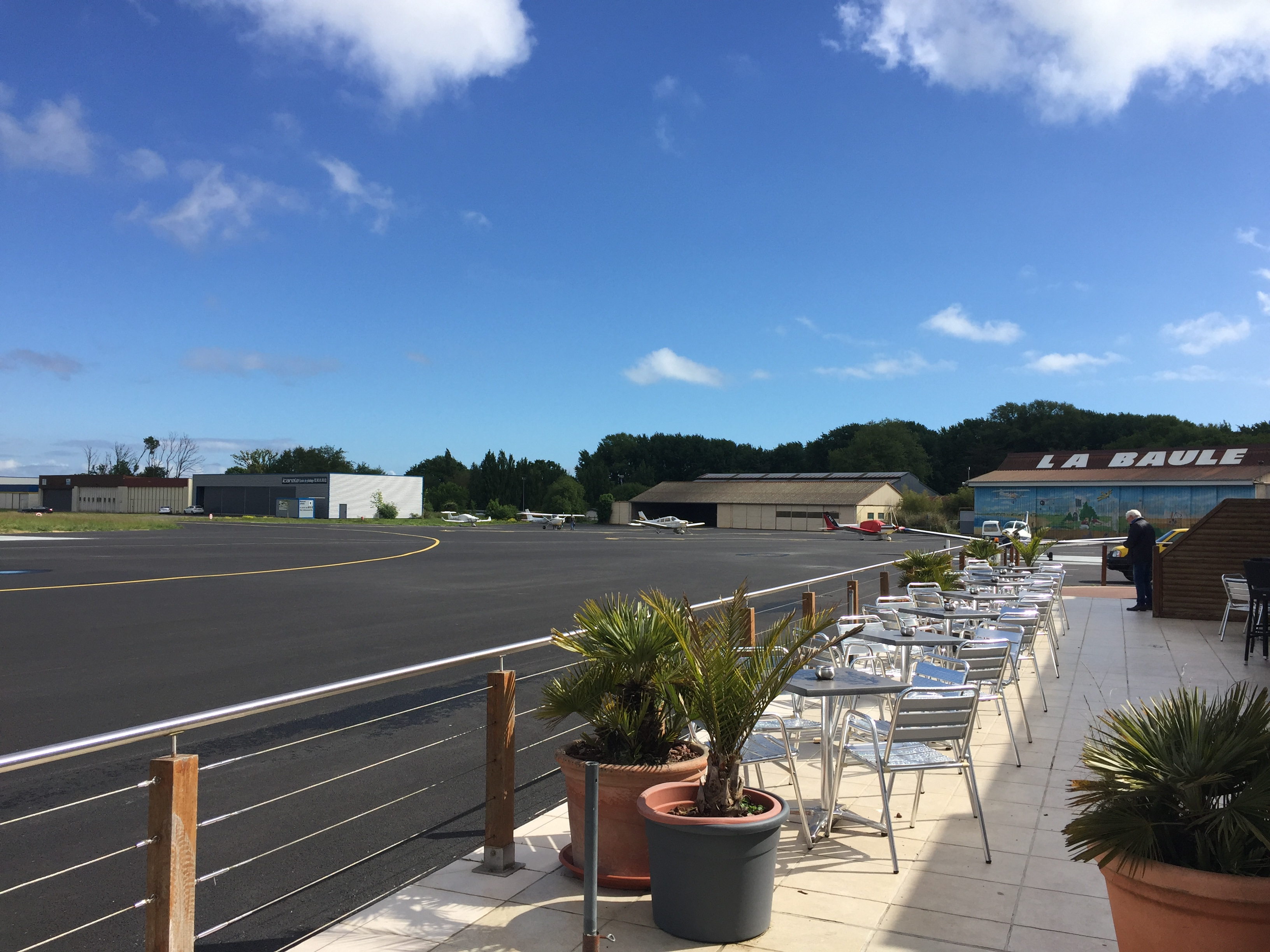
Tarmac de l'aérodrome de La Baule (mai 2017)
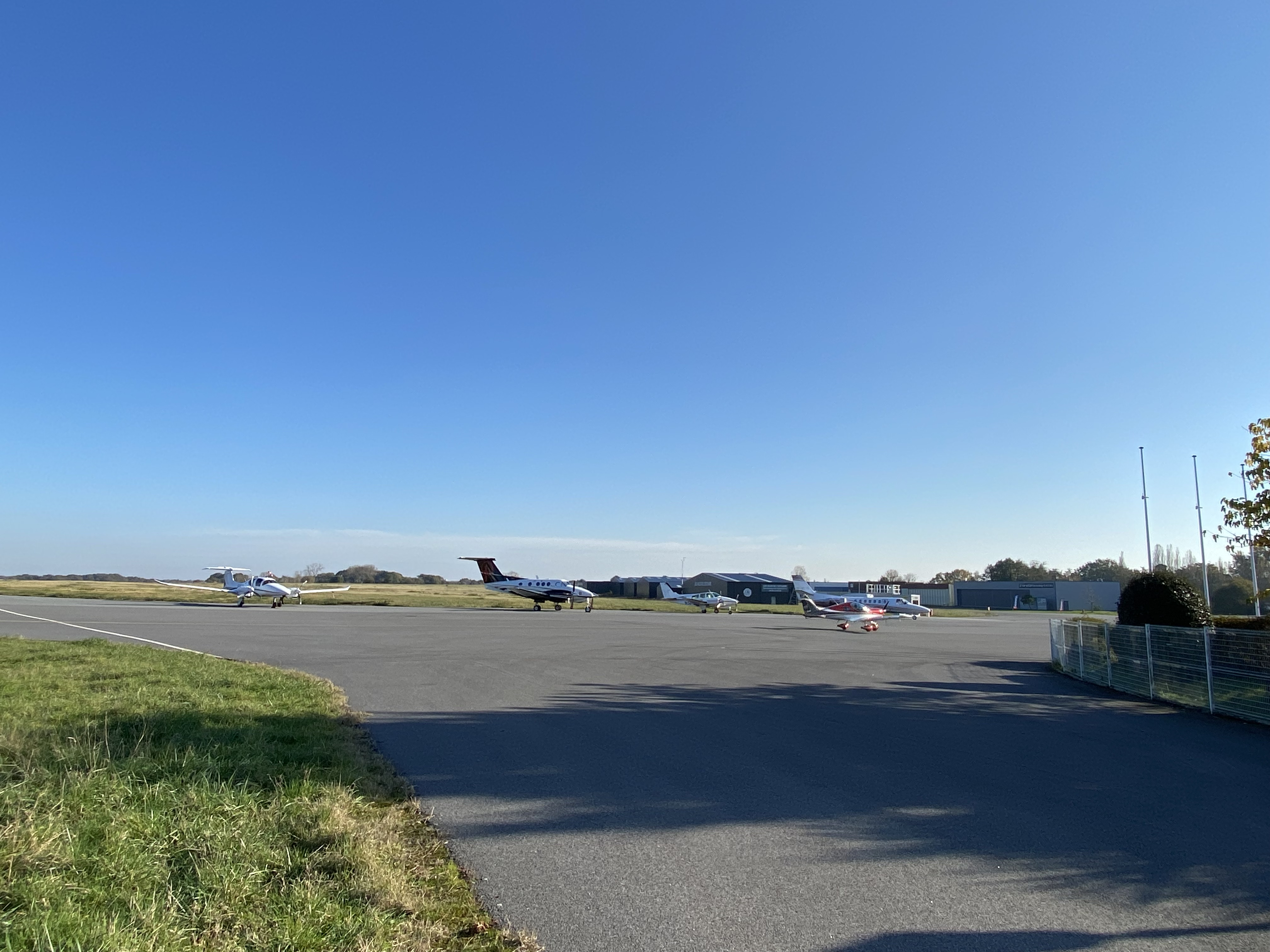
Aéroport La Baule entrée tarmac (11 Novembre 2021)
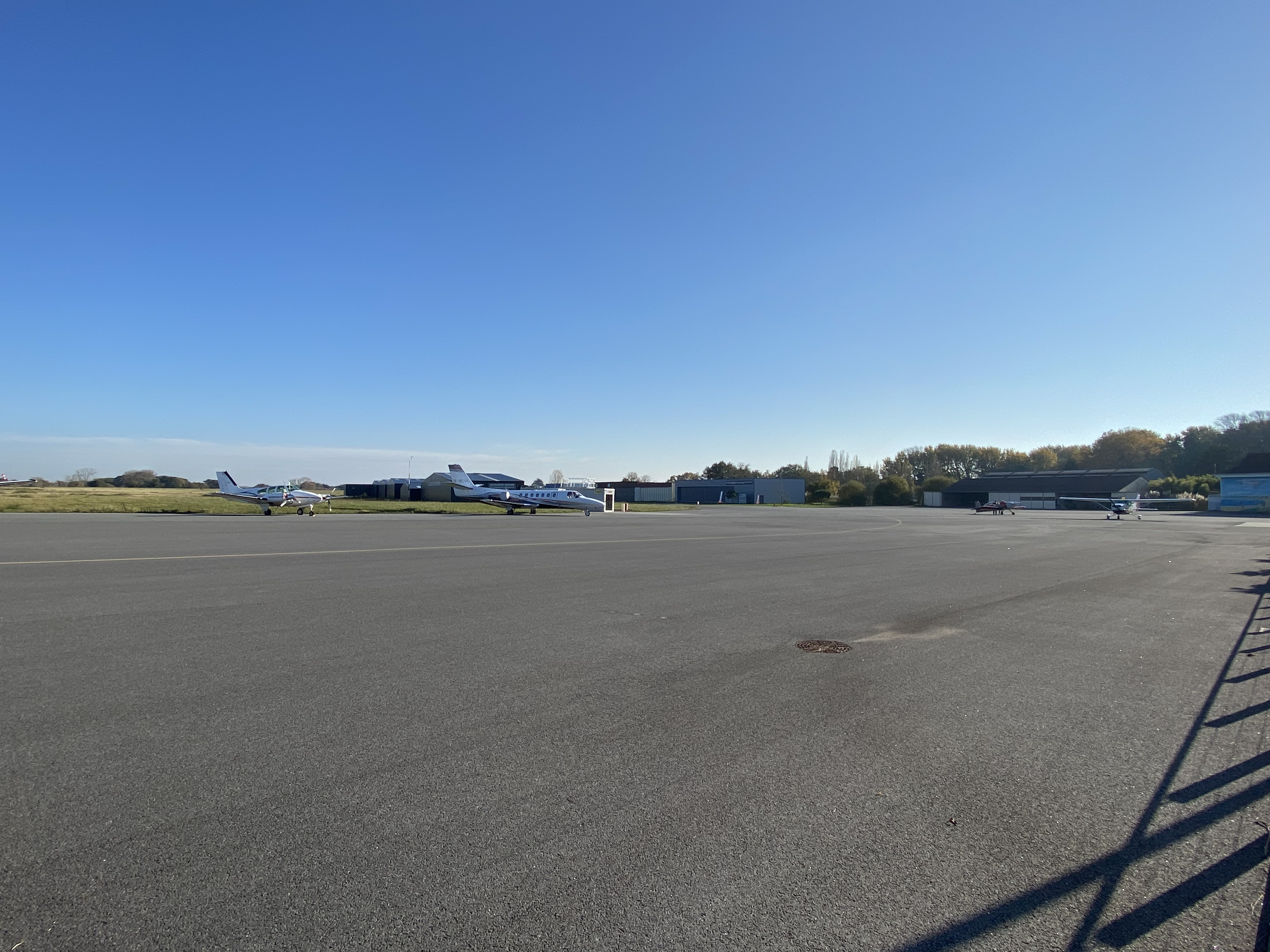
Tarmac aéroport La Baule vue sur les hangars près du musée (11 novembre 2021)
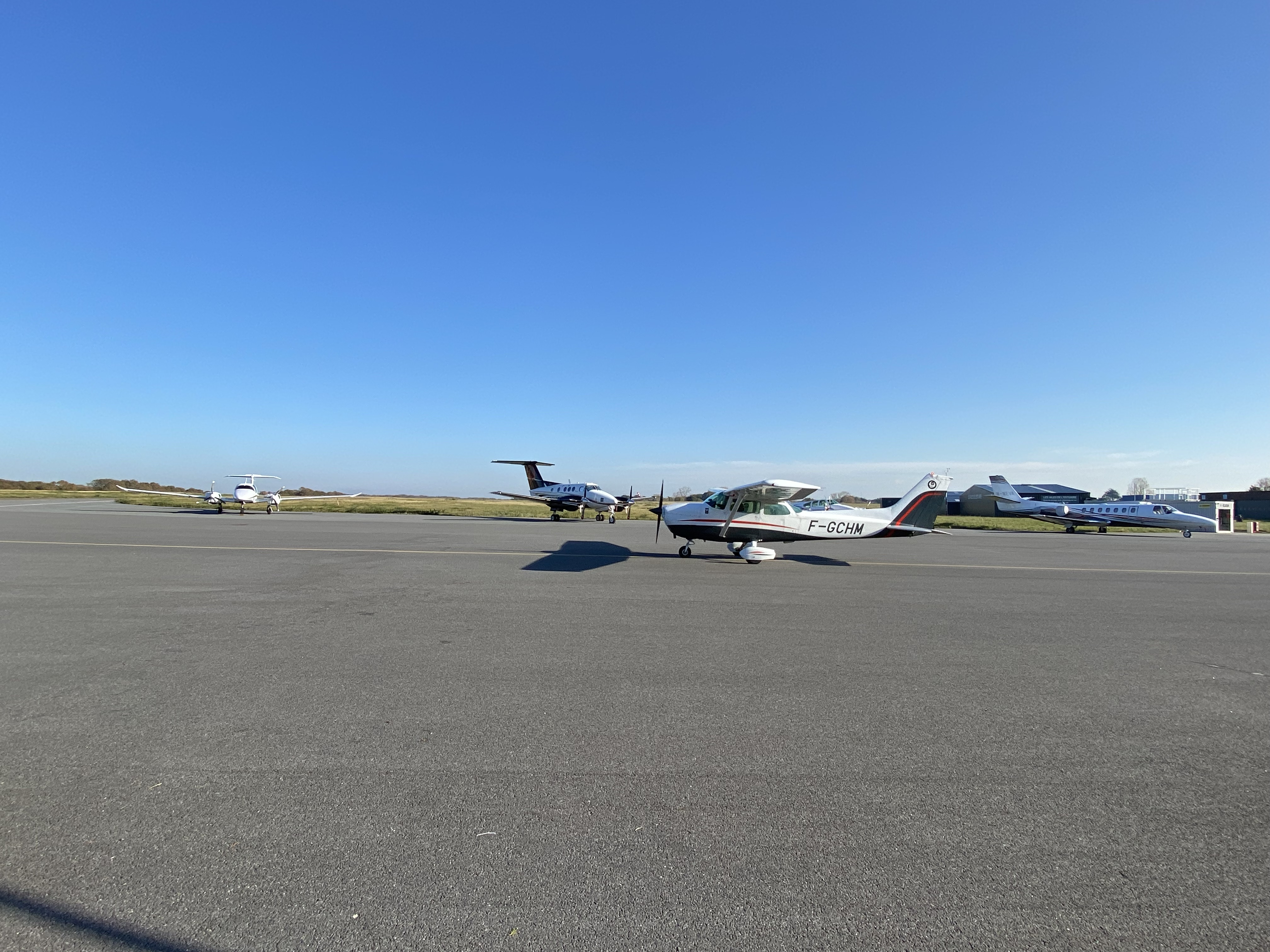
Activité aéroport La Baule (11 Novembre 2021)
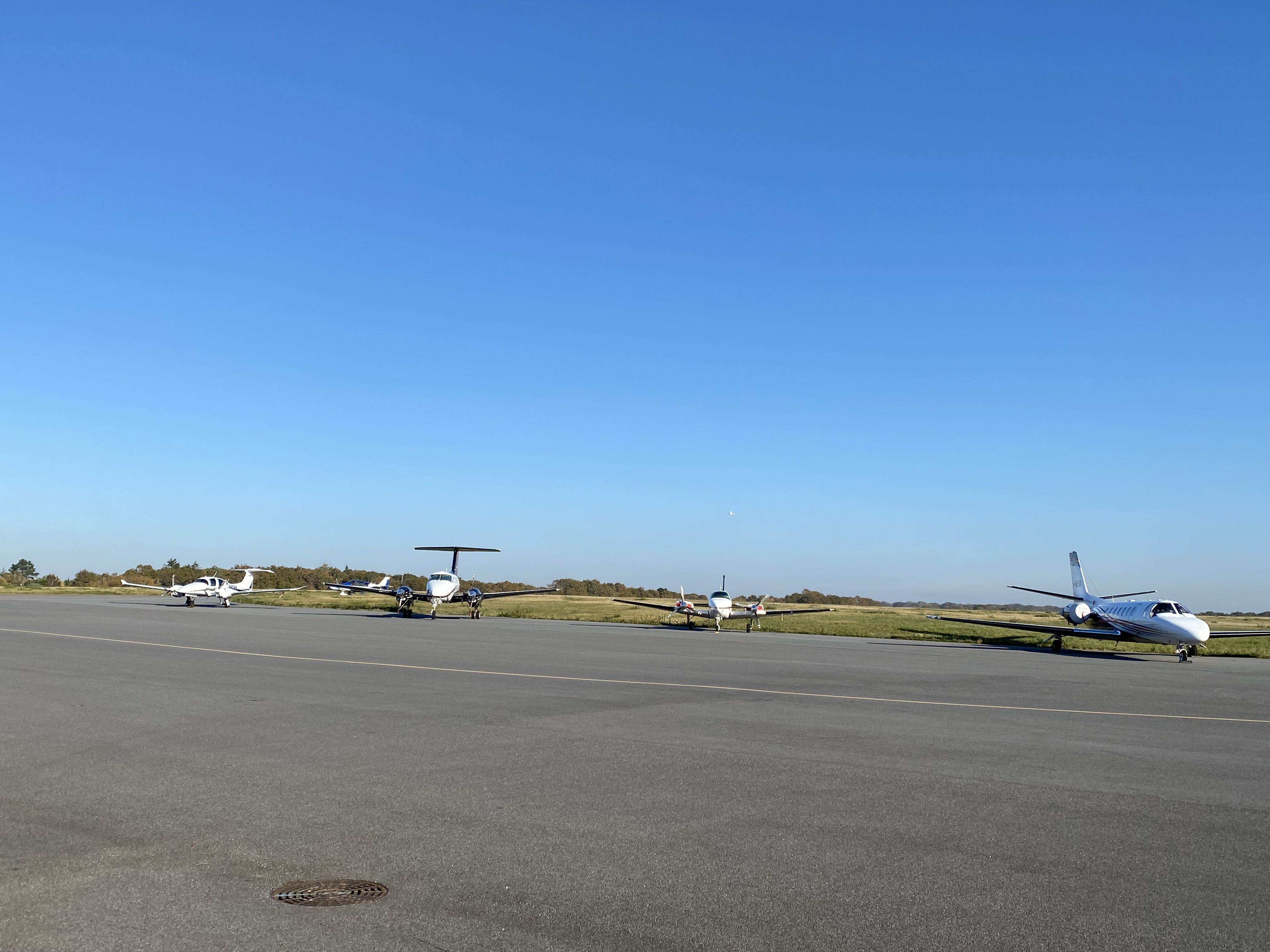
Parking avions Aéroport de la Baule (11 Novembre 2021)
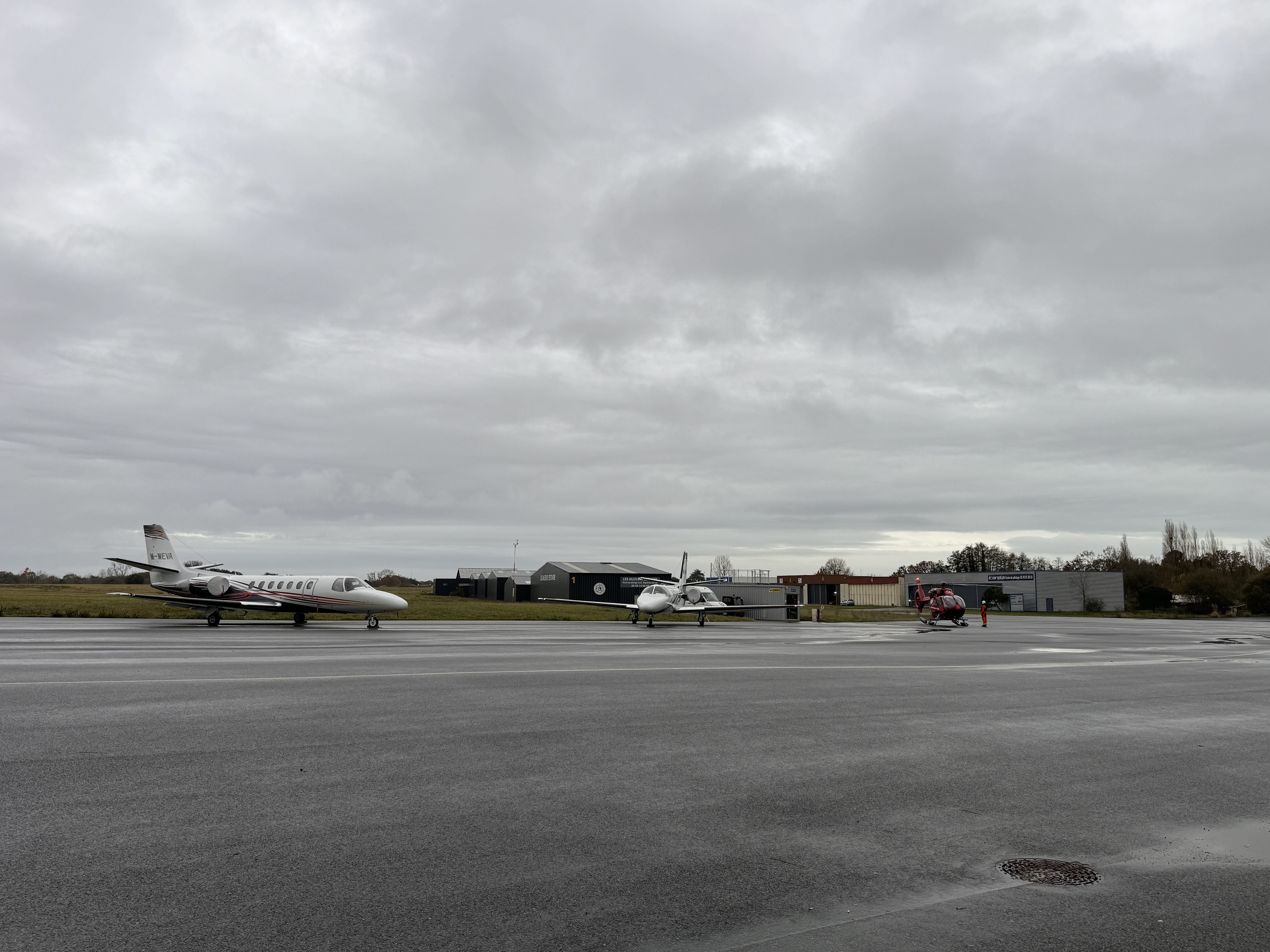
Tarmac de l'aérodrome de La Baule avec les avions de Ocean Aviation et l'hélicoptère D-HTMM de HTM en Novembre 2023
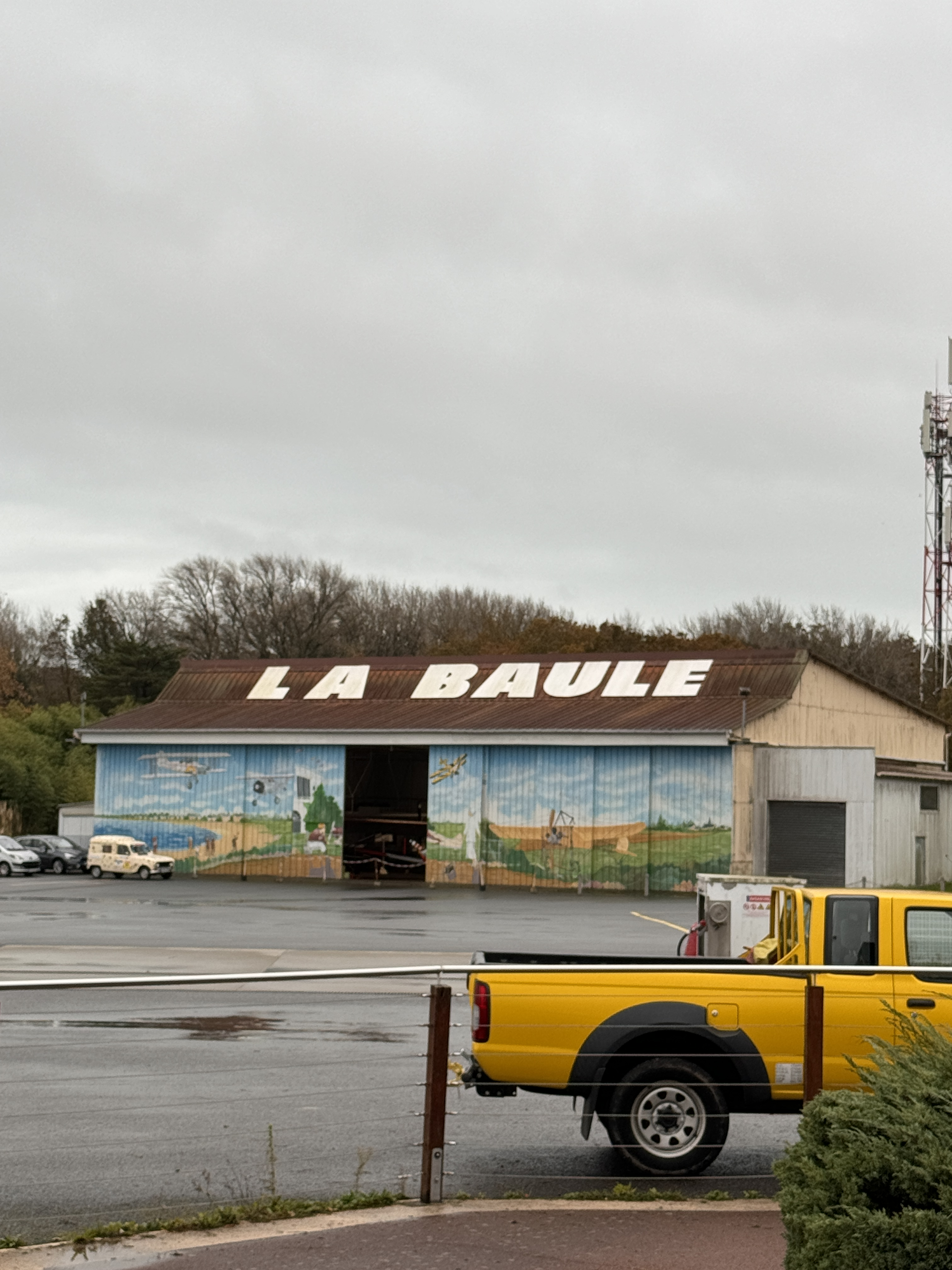
Aérodrome de la Baule novembre 2023
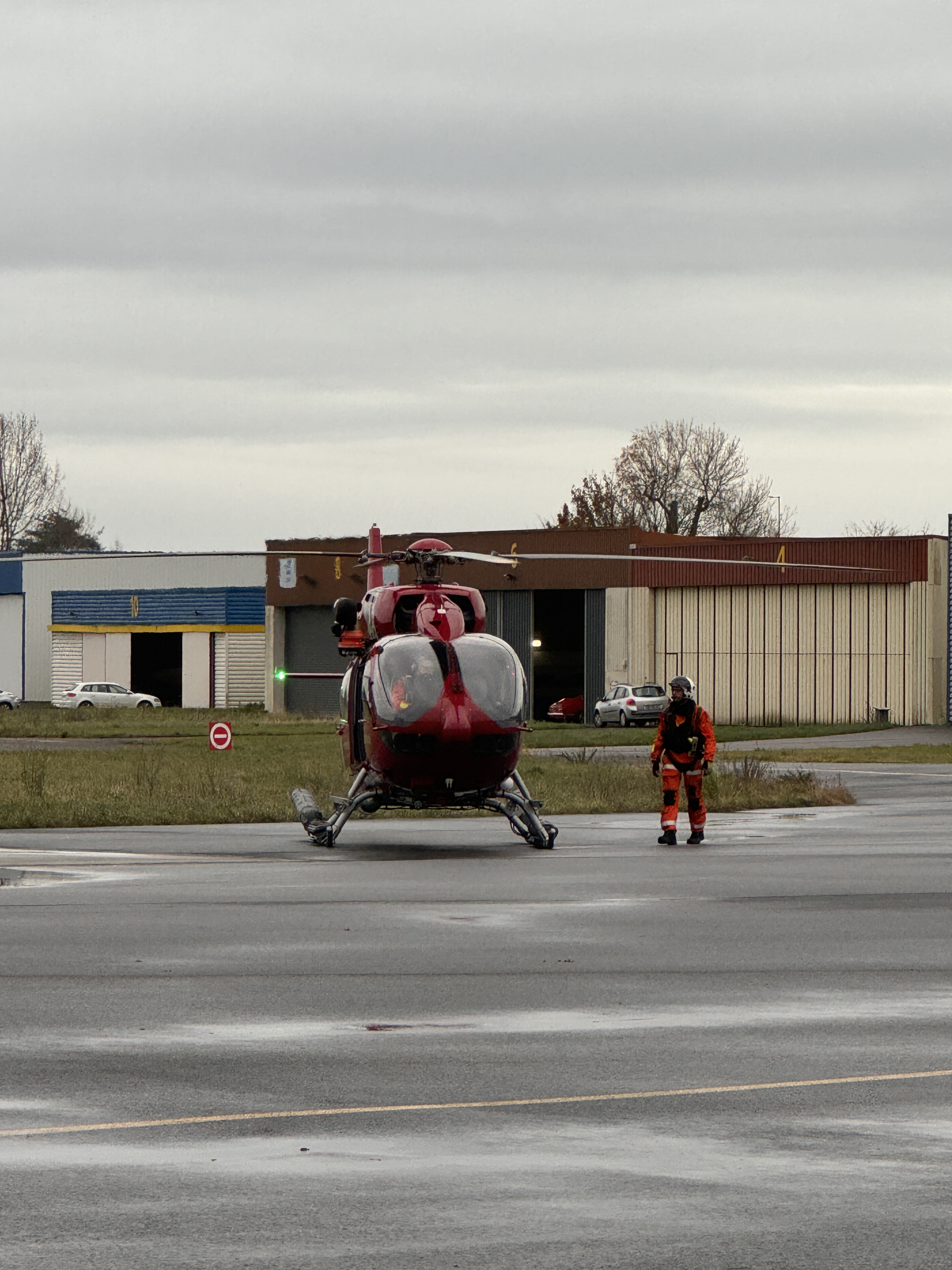
Hélicoptère Airbus H145 (immatriculé D-HTMM) de la compagnie Allemande "Helicopter Travel Munich" (HTM)
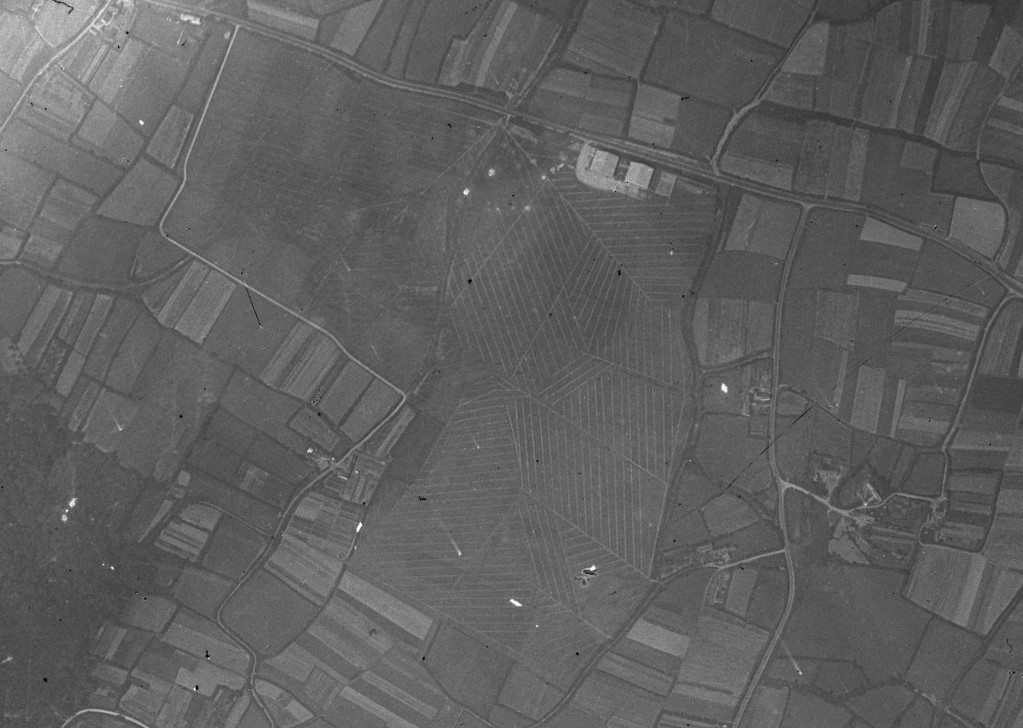
Aérodrome de La Baule le 10 août 1932
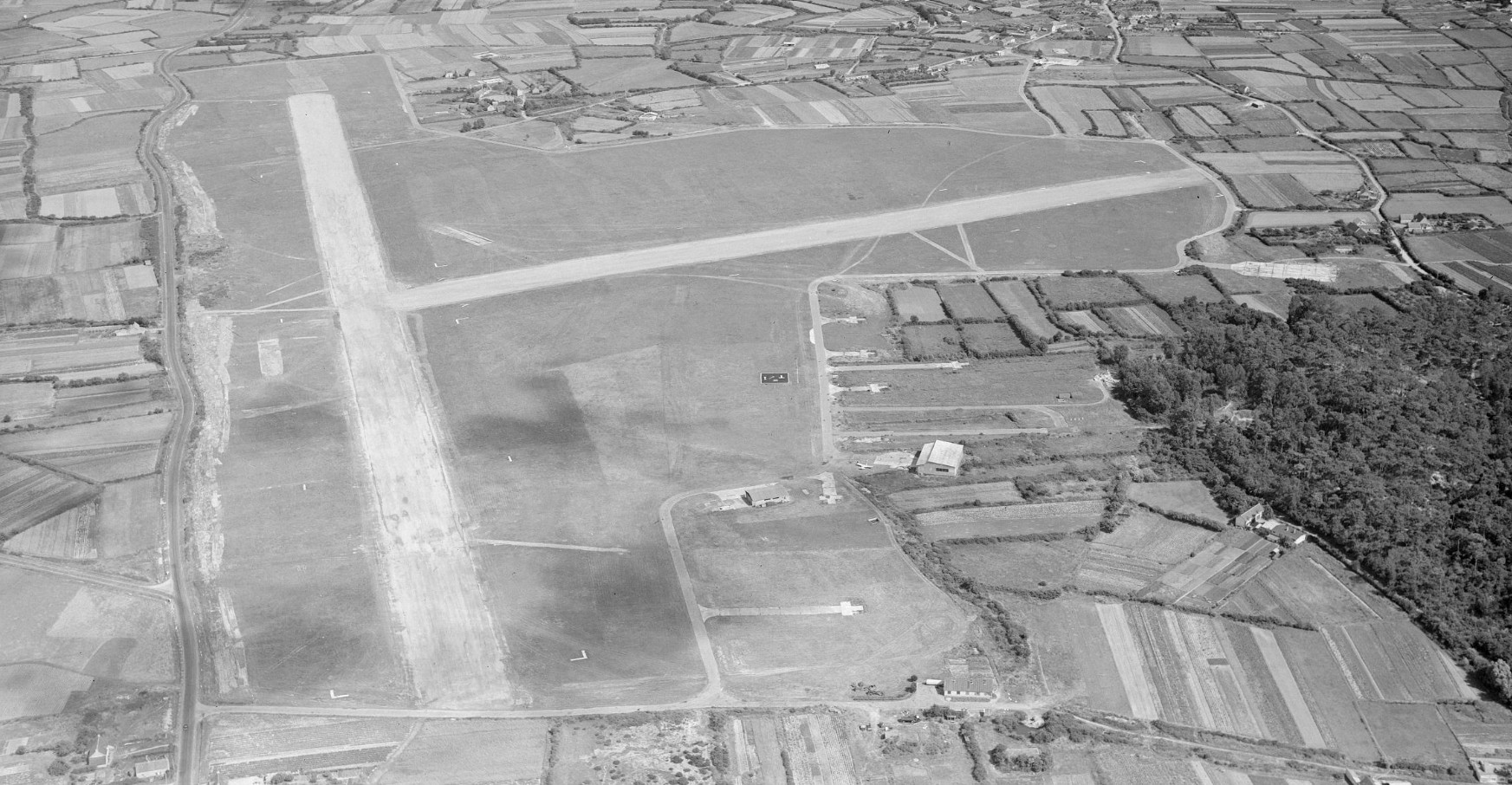
Aérodrome de La Baule le 14 juillet 1950
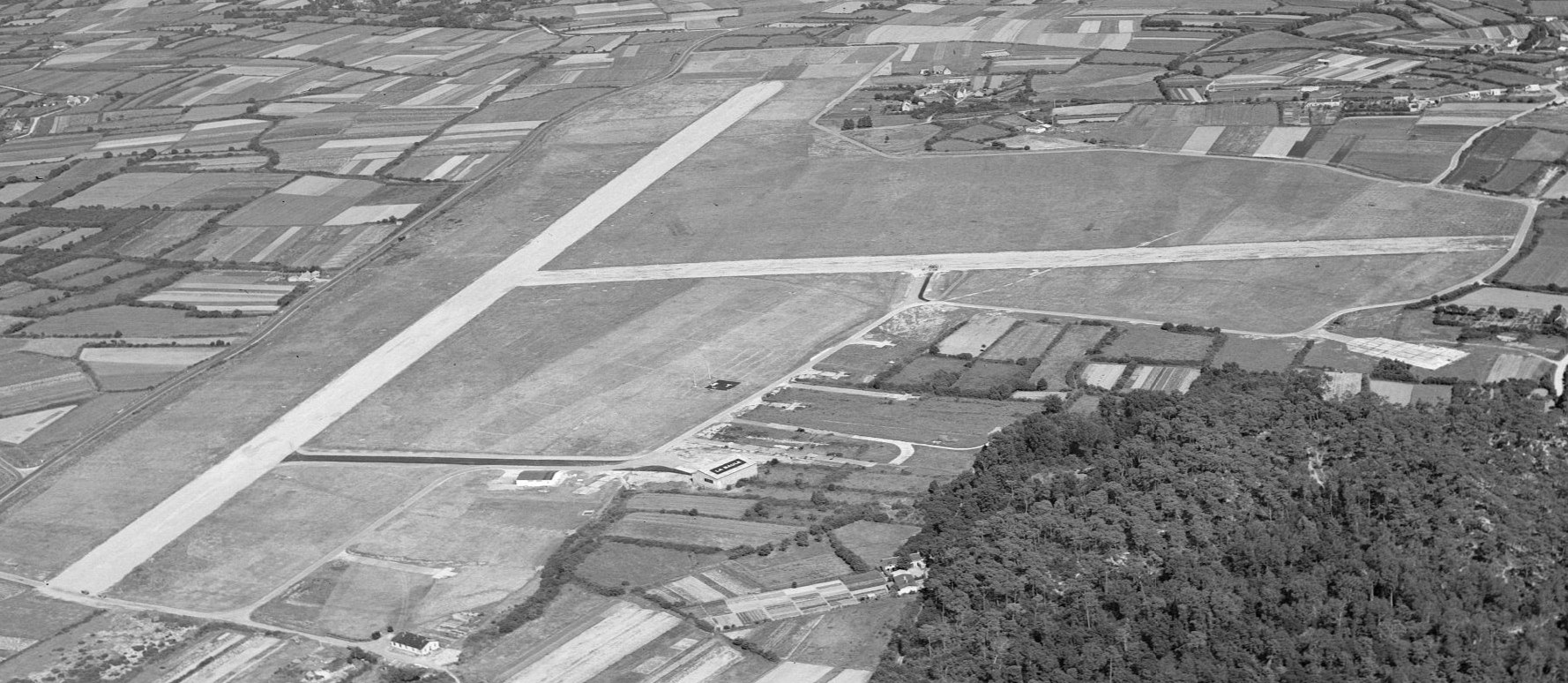
Aérodrome de la Baule le 02 juillet 1951 avec ses deux pistes
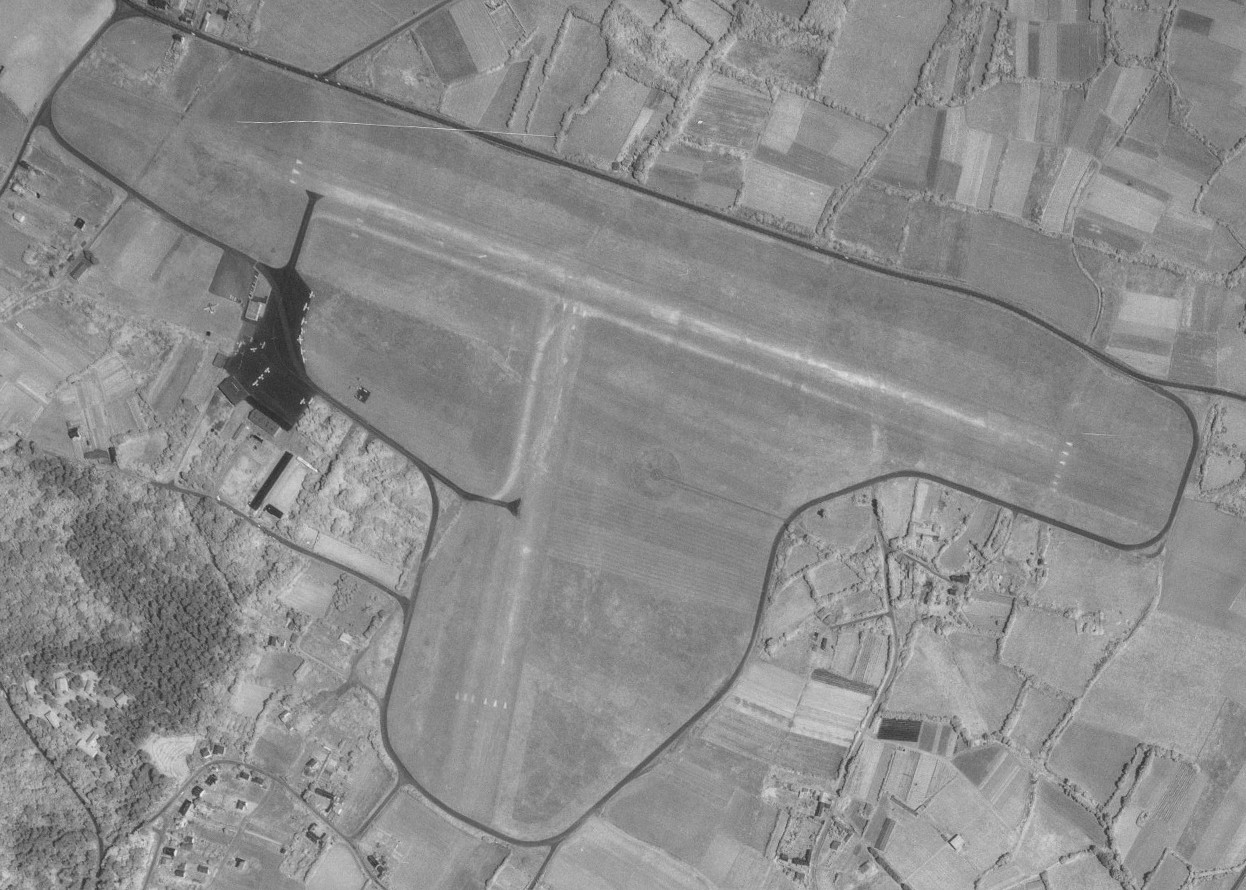
Aérodrome de La Baule le 14 juillet 1971
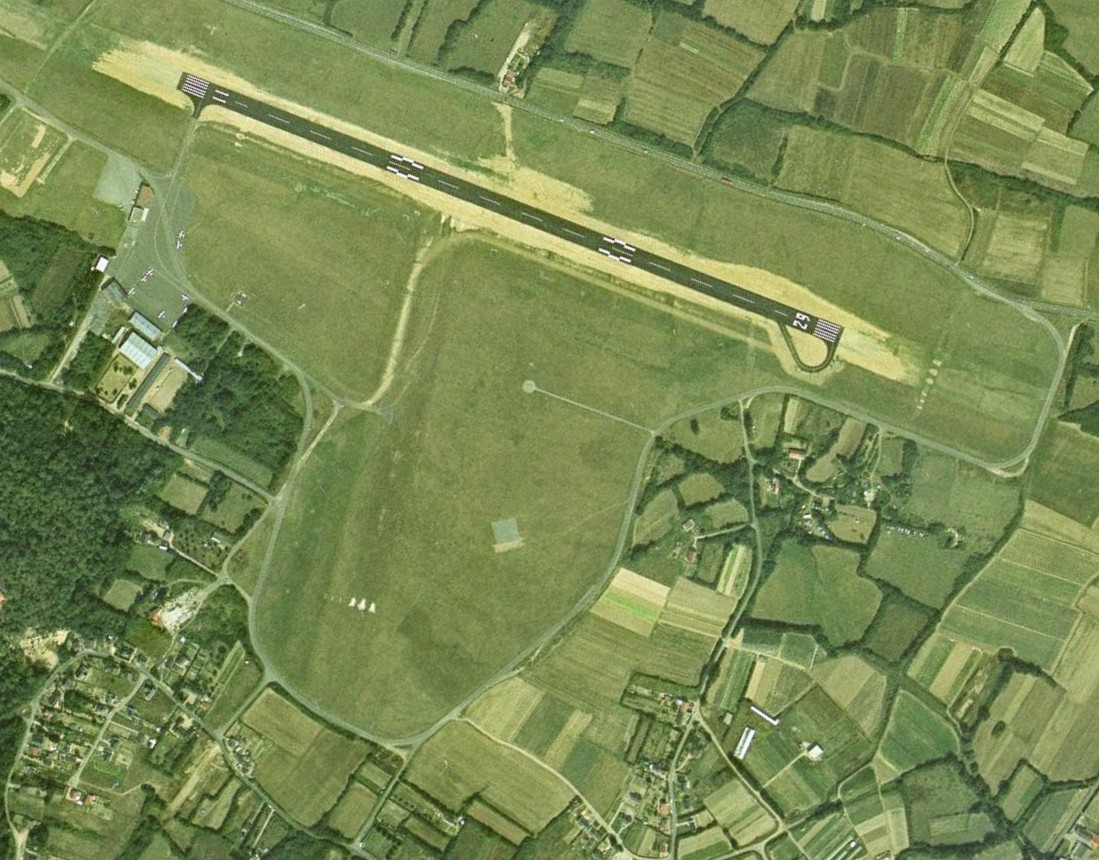
Aérodrome de La Baule le 27 août 1975
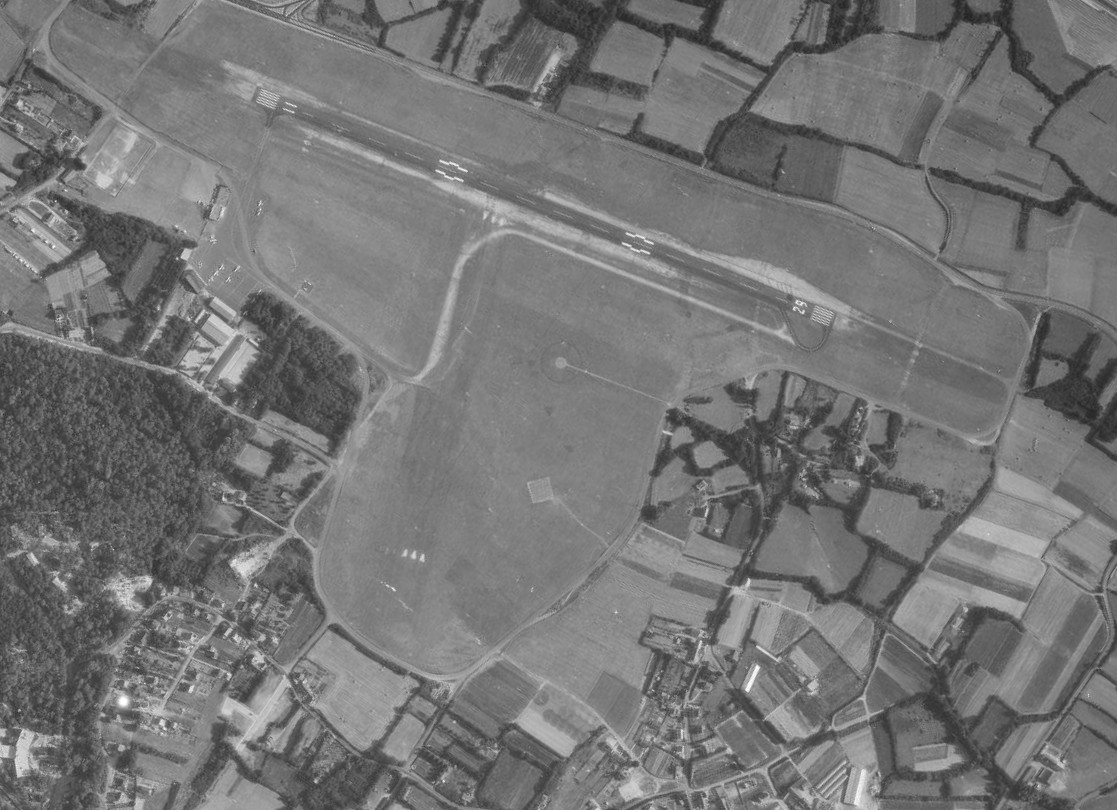
Aérodrome de La Baule le 28 juillet 1976
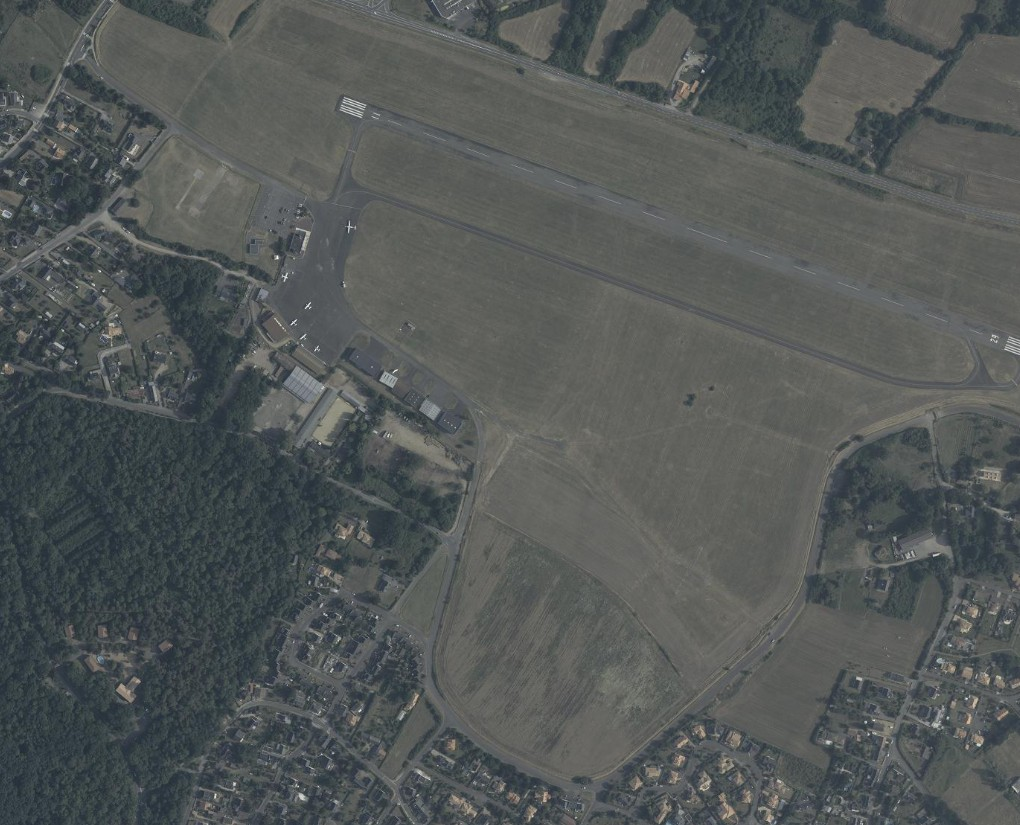
Aérodrome de La Baule le 16 juillet 2013